# Branko Lustig
Branko Lustig (n. 10 iunie 1932, Osijek, cantonul Osijek-Baranja, Croația – d. 14 noiembrie 2019, Zagreb, Croația) a fost un producător de filme și actor croat.

## Viața
Branko Lustig s-a născut într-o familie evreiască din Osijek (Croația). Deși era doar un copil, el a fost deportat în lagărele de concentrare Auschwitz și Bergen-Welsen.
El și-a început cariera în 1955 ca regizor-asistent la compania cinematografică Jadran Film din Zagreb. În 1956 a fost producător al filmului Ne okreći se sine (în engleză Don't Look Back Son), un film despre drama celui de-al doilea război mondial.
În 1994, el a fost primul croat care a câștigat un Oscar pentru filmul Lista lui Schindler (care a obținut Premiul Oscar pentru cel mai bun film). Pentru același film a primit și Globul de Aur. În 2001, el a obținut Premiul Oscar și Globul de Aur pentru filmul Gladiatorul.

## Filmografie

### Producător
- Događaj (1969)
- Der Feuersturm (1983)
- Feuersturm und Asche (1988)
- Drug Wars: The Camarena Story (1990)
- Wedlock (1991)
- Intruders (1992)
- Lista lui Schindler (1993)
- Pacificatorul (1997)
- Gladiatorul (2000)
- Hannibal (2001)
- Black Hawk Down (2001)
- Königreich der Himmel (2005)
- Ein gutes Jahr (2006)
- Smoke & Mirrors (2006)

### Actor
- Mit Karl May im Orient - Onbaschi
- Kozara (1963)
- Lista lui Schindler (1993) - proprietarul clubului de noapte
- Pacificatorul (1997) - omul cu pudelul